# Павлов Степан Степанович
Степан Степанович Павлов (нар. 23 травня 1956) — український футболіст, нападник.
З 1982 по 1990 рік виступав за команди української зони другої ліги. Захищав кольори севастопольської «Атлантики» («Чайки»), сімферопольської «Таврії» і луцької «Волині». Чемпіон УРСР 1987 року. Найкращий бомбардир турніру команд другої ліги 1988 року — 36 забитих м'ячів.
Всього у чемпіонаті УРСР провів 361 ліговий матч. Посідає шосте місце у «Клубі Євгена Дерев'яги» — списку найрезультативніших гравців чемпіонату УРСР (у рамках другої ліги) — 139 голів.
Два роки виступав у складі польського клубу третього дивізіону «Островія» (Островець-Свентокшиський). Завершив виступи у сезоні 1992/93 у складі севастопольської «Чайки».
З 2001 по 2011 рік працював у тренерському штабі луцької «Волині». Влітку 2003 року виконував обов'язки головного тренера.
Досягнення
- Чемпіон УРСР (1): 1987
- Найкращий бомбардир другої ліги (1): 1988 (36 голів)

| Сезон   | Команда     | Ліга | Ігри | Голи |
| ------- | ----------- | ---- | ---- | ---- |
| 1982    | «Атлантика» | D3   | 32   | 10   |
| 1983    | «Атлантика» | D3   | 49   | 16   |
| 1984    | «Атлантика» | D3   | 36   | 12   |
| 1985    | «Атлантика» | D3   | 36   | 17   |
| 1986    | «Таврія»    | D3   | 36   | 14   |
| 1987    | «Таврія»    | D3   | 37   | 12   |
| 1988    | «Чайка»     | D3   | 47   | 36   |
| 1989    | «Чайка»     | D3   | 50   | 14   |
| 1990    | «Волинь»    | D3   | 38   | 8    |
| 1992/93 | «Чайка»     | D3   | 3    | 0    |